# Miss You (Louis Tomlinson)
Miss You è un singolo del cantante britannico Louis Tomlinson, pubblicato l'8 dicembre 2017.

## Tracce
1. Miss You – 3:02